# Marc Liebisch
Marc Liebisch (* 1982 in Freiburg im Breisgau) ist ein deutscher Tenor, Schauspieler und Musicaldarsteller.

## Leben und Karriere
Marc Liebsch schloss seine Ausbildung zum Musicaldarsteller 2007 an der Folkwang-Hochschule Essen mit Diplom ab. Während seiner Ausbildung spielte er am Düsseldorfer Schauspielhaus den Polichinelle in Molières Der eingebildete Kranke. Weiters verkörperte er Phil d'Armano in The Wild Party und die Titelrolle in Bat Boy. Nach der Tournee von Prinzessin Lillifee als Swing folgten mehrere Kurzfilme und der Kinofilm Ausbilder Schmidt. In Jesus Christ Superstar war er in Koblenz sowie in Krefeld als Petrus zu sehen und er spielte Jesus/Luzifer in der Welturaufführung von In Nomine Patris am Deutschen Theater München. Bei der Europapremiere des Musicals Marie Antoinette am Theater Bremen war er als Robespierre, Charles Boehmer und Beaumarchais auf der Bühne zu sehen. Liebisch spielte 2009 die Rolle des Herbert als Erstbesetzung in der Revival-Produktion von Tanz der Vampire in Wien und übernahm die Rolle anschließend auch in der Spielzeit von 2011 bis Ende 2013 in Deutschland. Es folgten im Dezember 2013 die Hauptrolle als Willie in der Uraufführung von Willi der Weihnachtsstollen und Ende 2014 einmalig die des Tim in Sarg niemals nie bei einem Gastspiel in der Schweiz.
Liebisch zählt zu den Unterstützern des niedersächsischen Musikprojektes Unisono.